# مسجد سبز
مسجد سبز مربوط به دوره قاجار است و در قزوین، محله آخوند، خیابان مولوی واقع شده و این اثر در تاریخ ۱۰ مهر ۱۳۸۰ با شمارهٔ ثبت ۴۲۰۲ به‌عنوان یکی از آثار ملی ایران به ثبت رسیده‌است.